# Ostrovo (Chorwacja)
Ostrovo (serb. Острово)– wieś w Chorwacji, w żupanii vukowarsko-srijemskiej, w gminie Markušica. W 2011 roku liczyła 612 mieszkańców.